# Zakończenie wojny, powrót do domu
Zakończenie wojny, powrót do domu (ang. The Ending of the War, Starting Home) – obraz olejny namalowany przez amerykańskiego malarza samouka Horace’a Pippina między 1930 a 1933 rokiem, znajdujący się w zbiorach Philadelphia Museum of Art w Filadelfii.

## Opis
Obraz odzwierciedla traumatyczne doświadczenia wojenne Horace’a Pippina. Artysta rozpoczął pracę nad tym obrazem prawie piętnaście lat po powrocie do Stanów Zjednoczonych ze służby wojskowej we Francji podczas I wojny światowej. Ranny w prawą rękę podczas bitwy jako żołnierz jednego z czterech pułków afroamerykańskich, Pippin zwrócił się w stronę malarstwa, aby wspomóc swój proces zdrowienia. Ten obraz walki, strachu i poddania się skupia przerażające epizody, które udokumentował w swoich dziennikach wojennych – wydarzenia, które, jak później powiedział, „wydobyły ze mnie całą sztukę”. 
Ubrani w brązowe mundury i z bagnetami żołnierze afroamerykańscy United States Army nacierają na ubranych na szaro żołnierzy Armii Cesarstwa Niemieckiego, którzy wydają się być zaskoczeni, poddają się, ukrywają i uciekają. W oddali ścierają się myśliwce francuskie i niemieckie – jeden z nich płonie i spada na ziemię. Widoczne są również eksplodujące pociski i żołnierze upadający w chaosie. Na ramie tego obrazu Pippin umieścił małe, rzeźbione wersje sprzętu wojennego – czołgów, pistoletów, granatów ręcznych, masek przeciwgazowych i innego sprzętu, nawiązując do niektórych postępów technologicznych, które uczyniły bitwę bardziej brutalną niż kiedykolwiek wcześniej.